# Festuca olgae
Festuca olgae är en gräsart som först beskrevs av Eduard August von Regel, och fick sitt nu gällande namn av Krivot. Festuca olgae ingår i släktet svinglar, och familjen gräs. Inga underarter finns listade i Catalogue of Life.